# Leucochromus
Leucochromus är ett släkte av skalbaggar. Leucochromus ingår i familjen vivlar.
Kladogram enligt Catalogue of Life:
| Leucochromus | \| \| Leucochromus consobrinus \| \| \| \| \| \| Leucochromus lehmanni \| \| \| \| |
|              | \| \| Leucochromus consobrinus \| \| \| \| \| \| Leucochromus lehmanni \| \| \| \| |
|              | Leucochromus consobrinus                                                           |
|              |                                                                                    |
|              | Leucochromus lehmanni                                                              |
|              |                                                                                    |